# شون ييتس
شون ييتس (بالإنجليزية: Sean Yates)‏ ولد بتاريخ 18 مايو 1960 في سري، إنجلترا، هو دراج إنجليزي سابق في صنف سباق الدراجات على الطريق. سبق أن شارك في دورة الألعاب الأولمبية الصيفية.

## سجل النتائج

### سباقات أو مراحل فاز بها
- طواف فرنسا

## روابط خارجية
- شون ييتس على موقع أرشيف الدراجات (الإنجليزية)
- شون ييتس على موقع إحصائيات الدراجات الإحترافية (الإنجليزية)
- شون ييتس على موقع CycleBase (الإنجليزية)
- شون ييتس على موقع أوليمبيديا (الإنجليزية)
- شون ييتس على موقع اللجنة الأولمبية البريطانية (الإنجليزية)